# Johannes von Grado
Johannes von Grado, seltener  Johannes von Triest, in der italienischen Literatur Giovanni di Grado oder da Trieste (* in Triest; † 802 in Grado), war von 766 bis 802 Patriarch von Grado.

## Leben
Johannes wurde in Triest geboren, das unter der Herrschaft der Langobarden stand.  Über sein Leben geben die Quellen für die Zeit vor 766 keinerlei Auskunft. In diesem Jahr soll er, wie allgemein angenommen wird, als Nachfolger des Vitalianus Patriarch von Grado geworden sein.
Wenige Jahre später überlagerte der Konflikt zwischen dem Frankenreich unter Karl dem Großen und dem Langobardenreich unter Desiderius die internen Konflikte rund um die Lagune von Venedig, aber auch zwischen Grado und Aqueileja, den beiden Patriarchensitzen.
Johannes bat Papst Stephan III., der im August 768 gewählt worden war, nicht nur gegen die Langobarden zugunsten der „Gradensis Ecclesia“ einzugreifen, sondern auch die Unterstellung der Bischöfe von Istrien unter das Patriarchat Grado zu erzwingen. Diese hatten die Gelegenheit des Durcheinanders genutzt, das das Vordringen der Langobarden bewirkt hatte, um sich seiner Suprematie zu entziehen. In seiner Antwort forderte der Papst (wohl zwischen 771 und dem 24. Januar 772, seinem Todestag) die Prälaten auf, sich Grado zu unterstellen. Doch mit dem Vormarsch der Franken bei der Eroberung des Langobardenreiches (bis 774), und dann auch Istriens, setzten die Bischöfe ihre Sezessionsbemühungen fort, zumal im Rahmen des fränkischen Herrschaftssystems neue Aufgaben auf sie zukamen. Mit dem neuen Papst Hadrian I. änderte sich die Situation insofern, als dieser im Oktober 775 die Bemühungen des Patriarchen dem Frankenkönig bekanntmachte.
Dies geschah im Einverständnis mit dem venezianischen Dogen Johannes und seinem Sohn und Mitregenten Mauritius (II.). Doch dieses Einverständnis änderte sich im Rahmen des wachsenden karolingischen Druckes, der auf die Lagune von Venedig ausgeübt wurde insofern, als die lokalen kirchlichen Magnaten teils eingebunden wurden. Doch lehnten einige diese Dominanz auch ab. Das galt insbesondere für weitere Abspaltungen in Form eines neuen Bistums, wie sie den selbstständiger werdenden Inseln des Dukats von Venedig vorschwebten. Johannes von Grado widersetzte sich um 798 daher den Plänen seines Namensvetters im Dogenamt, einen jungen Griechen namens Cristoforo als neuen Bischof von Olivolo-Rialto einzusetzen.
Die Situation hatte sich zugespitzt, seit auf Johannes’ Betreiben 785 alle venezianischen Kaufleute aus der Pentapolis – das heißt den fünf Städten Rimini, Pesaro, Fano, Senigallia und Ancona – vertrieben worden waren, und dadurch der Handel Venedigs in der Adria bedroht war. Nach dem Tod des Dogen Mauritius I. im Jahr 797 führte sein Sohn und Nachfolger Johannes den Konflikt fort, der durch die besagte Ablehnung des Griechen auf dem Bischofssitz von Olivolo eskalierte. Die Anlehnungspolitik an die Franken und das Hineinregieren in die insularen Verhältnisse veranlassten den neuen Dogen dazu, seinen Sohn Mauritius (II.) mit einer Flotte gegen Grado zu schicken und den Bischof ermorden zu lassen. Dazu ließ der jüngere Mauritius den Prälaten von einem hohen Turm stürzen.
Schon die ältesten venezianischen Quellen, nämlich die Chronica patriarcharum Gradensium (S. 394), die Chronica de singulis patriarchis (S. 14), die Origo civitatum oder das Chronicon Gradense (S. 47) berichten von der Beisetzung in der Gradenser Kirche Sant’ Eufemia, während die Chronik des Andrea Dandolo aus dem 14. Jahrhundert von seinem Begräbnis in der Markusbasilika berichtet (S. 126).
Letzterer berichtet auch, wie der Neffe des Ermordeten, Fortunatus, am 21. März 803 das Pallium erhielt. Dieser konnte jedoch das Patriarchenamt nicht antreten, sondern musste zunächst nach Treviso fliehen, um sich dort unter den Schutz des Frankenkönigs Karl zu stellen. Erst 810, sieben Jahre nach dem Sturz der beiden Dogen, konnte Fortunatus nach Grado zurückkehren.